# 가시관기

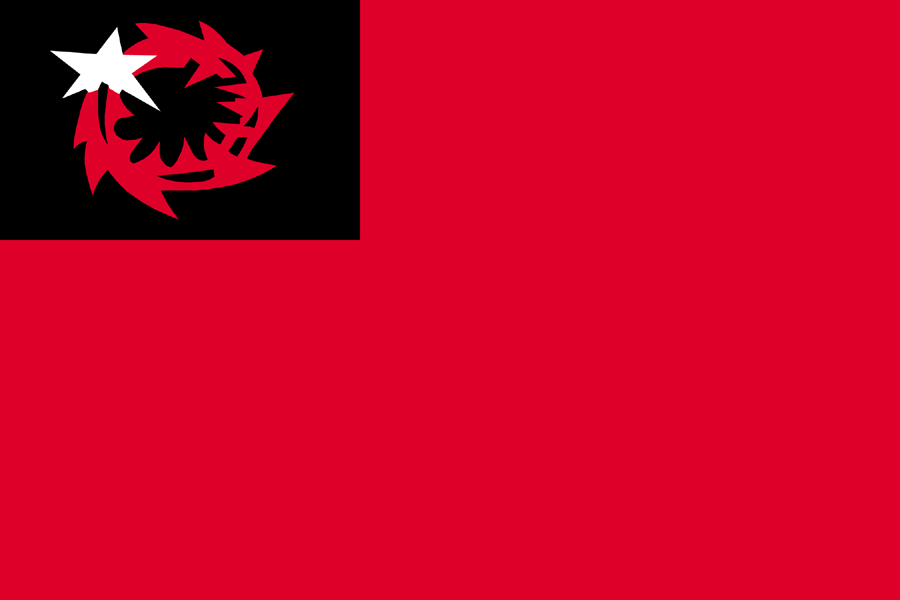
전후~지금의 기

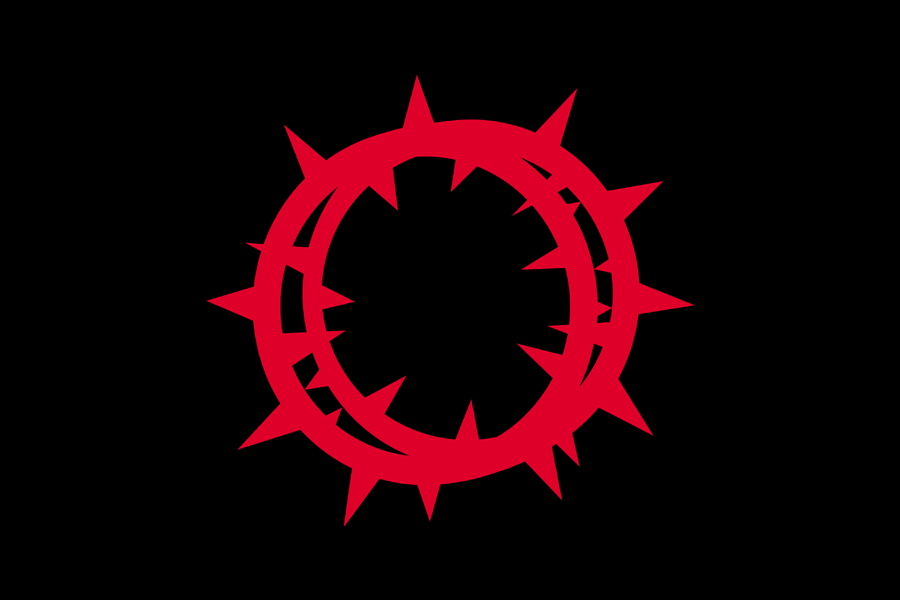
수평사 시대의 가시관기

가시관기(일본어: 荊冠旗)는 일본 부라쿠민 반차별 운동단체인 부락해방동맹의 깃발이다. 가시관은 예수 그리스도가 십자가에 메달렸을 당시 로마 병정들이 씌운 가시관을 상징하며 수난과 순교의 상징이다. 전국수평사(水平社)(부락해방동맹의 전신) 창립자인 사이코 만키치(西光万吉)가 디자인하였다.
옛 디자인은 검정(차별이 이어지는 암흑사회를 상징) 바탕에 핏빛 가시관이 그려져 있었으나, 전후에 검정 바탕을 붉은 바탕으로 바꾸고, 가시관을 칸톤 위치시켜 희망,소망을 나타내는 하얀 별을 넣었다.

## 같이 보기
- 부라쿠민